# Etro

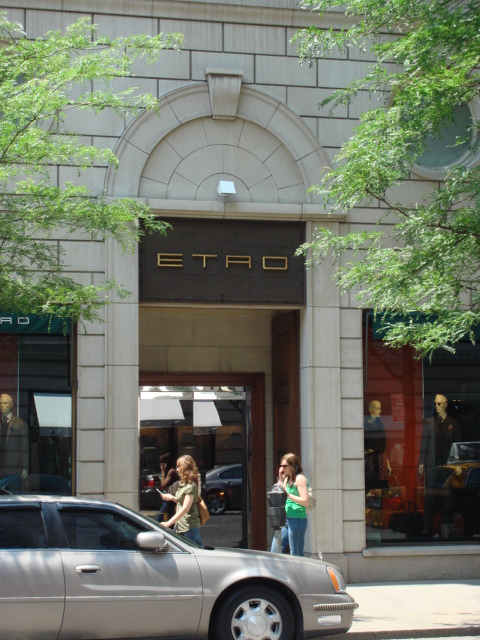
Eine Etro-Filiale in New York

Etro ist ein 1968 gegründetes italienisches Mode- und Luxusgüterunternehmen mit Sitz in Mailand, das vorrangig Kleidung, Textilien, Accessoires, Schuhe und Parfüms anbietet. 

## Geschichte
Das Familienunternehmen Etro wurde 1968 vom damals 28-jährigen Gimmo Etro als Stoff-Weberei gegründet. Noch heute produziert Etro etwa 60 % seiner verwendeten Stoffe selbst. Ab Anfang der 1980er Jahre kamen Heimtextilien zum Portfolio hinzu, gefolgt von Lederwaren wie Handtaschen und Accessoires sowie Schals und Krawatten. 1988 erfolgte die Expansion auf den japanischen Markt. Die ersten Etro-Modekollektionen für Damen und Herren, welche seither bei den Mailänder Modewochen vorgeführt werden, wurden 1994 präsentiert. Bis heute gibt es lediglich eine hochpreisige Etro-Hauptlinie jeweils für Damen und Herren. 1998 kamen erstmals Brillen von Etro auf den Markt. 1989 folgte die erste Reihe von Etro-Düften, von welchen 2010 um die 20 verschiedene Sorten für Damen und Herren im Handel erhältlich waren. 
Die Marke Etro ist für den Einsatz bunter Farben und seit 1981 für das Paisleymuster als wiederkehrendes Motiv bekannt. Die Philosophie, traditionelle Produkte mitunter auf unkonventionelle Weise weiterzuentwickeln, nennt man bei Etro la nuova tradizione. Etro beschäftigte 2010 ca. 750 Mitarbeiter. Der Umsatz im Jahr 2009 betrug ca. 260 Mio. Euro. Die Firma wird seit den 1990ern von den Brüdern Ippolito (Finanzen), Jacopo (Stoffe, Lederwaren) und Kean Etro (Herrenkollektion) geleitet. Ihre Schwester Veronica studierte am Central Saint Martins College of Art and Design und verantwortet seit 2000 die Etro-Damenkollektion. Weltweit gibt es ca. 200 Etro-Boutiquen.
Im Juli 2021 kauft das Private-Equity-Konstrukt L Catterton, an dem der Luxusgüterkonzern LVMH beteiligt ist, einen Anteil von 60 Prozent an Etro. Die Etro-Familie behält eine Minderheitsbeteiligung. Neuer Kreativchef wird im Mai 2022 Marco De Vincenzo, der anlässlich der Mailänder Fashion Week im September 2022 die neue Kollektion Frühjahr/Sommer 2023 präsentiert. Die opulenten Paisleymuster gehören nunmehr der Vergangenheit an.